# La reina mora (película de 1922)
La reina mora es una película española muda de comedia estrenada en mayo de 1922 y dirigida por José Buchs.
Está basada en la zarzuela homónima escrita por Serafín Álvarez Quintero y Joaquín Álvarez Quintero.

## Sinopsis
Dos hombres pelean y uno de ellos entra en prisión por su rivalidad amorosa con Coral, que se traslada a vivir con su hermano, incitando las habladurías de la gente.

## Reparto
- José Aguilera como Esteban.
- Gloria Aymerich
- Francisco Cejuela como Cotufa.
- María Comendador como Doña Juana.
- Carmen de Córdoba como Coral (la reina mora).
- Antonio Gil Varela 'Varillas' como Don Nuez.
- José Montenegro como Sr. Miguel Ángel
- Consuelo Reyes como Mercedes.
- Javier de Rivera